# 부쉬라 알아사드
부쉬라 알아사드(아랍어: بشرى الأسد, 1960년 10월 24일 ~ )는 시리아의 대통령 바샤르 알아사드의 누나이자 하페즈 알아사드의 장녀이다.
1960년 이집트의 수도 카이로에서 태어났으며 다마스쿠스 대학교에서 약학을 전공했다. 1995년 아세프 샤우카트와 결혼해 5명의 자녀를 두었으나 남편이 2012년 반군의 자살폭탄 테러로 사망한 이후 자녀들과 함께 아랍 에미리트의 두바이로 피난을 가서 그곳에서 사는 중이다.